# Derkaci, Lebedîn
Derkaci (în ucraineană Деркачі) este un sat în comuna Holubivka din raionul Lebedîn, regiunea Sumî, Ucraina.

## Demografie
Componența lingvistică a localității Derkaci
     Ucraineană (92,86%)
     Rusă (7,14%)
Conform recensământului din 2001, majoritatea populației localității Derkaci era vorbitoare de ucraineană (92,86%), existând în minoritate și vorbitori de rusă (7,14%).